# 厄德文徹角
厄德文徹角（英語：Adventure Point），是南極洲的海岬，位於南喬治亞島，處於波塞申灣西部，在1931年由英國海軍本部地圖命名，該海岬由英國海外領土管轄。